# バトル・オブ・ライジング コールハースの戦い
『バトル・オブ・ライジング コールハースの戦い』（バトルオブライジング コールハースのたたかい、Michael Kohlhaas）は、2013年のフランス・ドイツの歴史映画。
監督はアルノー・ドゥ・パリエール、出演はマッツ・ミケルセンとブルーノ・ガンツなど。
16世紀に実在したとされるハンス・コールハーゼをモデルにドイツの作家ハインリヒ・フォン・クライストが執筆した小説『ミヒャエル・コールハース』を原作としている。
2013年5月に開催された第66回カンヌ国際映画祭のコンペティション部門に選出されている。
日本では劇場未公開だが、WOWOWシネマで2014年9月21日に放送された。

## ストーリー
原作とは大筋で同じ内容であるが、マルティン・ルターは登場せず、代わりに別の聖職者がコールハースの行動に対して、宗教的観点から批判をするエピソードがある。
16世紀のヨーロッパ。ミヒャエル・コールハースは馬の繁殖と売買を生業とする商人だった。腕のいい彼の馬は高値がつき、妻子と暮らすコールハースの暮らしは順調だった。ある日、遠い市場に数頭の馬を売りに旅立つと、いつも通る男爵領で通行証を要求された。先代の跡を継いだ男爵が勝手な規則を突きつけたのだ。後で届けると言うと、男爵は立派な黒毛馬を2頭、担保として取り上げる。
コールハースが黒毛馬を受け取りに行くと、馬は痩せ細り汚れきっており、世話係として残した従者も殺されかけていた。美しい完璧な馬を返せと役人に告訴するコールハース。だが男爵には宮廷に親族がおり、告訴状は却下される。日頃から聖書を熟読する信心深いコールハースだが、正義感が強い彼は不正を見過ごせず、直ちに家屋敷を隣人に売って資金を作り、男爵への復讐を計画した。その前に、王妃に直訴しようと宮廷に向かう妻のジュディット。だが、彼女は大怪我をして帰って来、まもなく命を落とした。
武装した4人の従者と共に男爵の城を急襲するコールハース。男爵は家来を見捨てて徒歩で逃げ延びた。男爵の行方を追ううちに従う者が増え、反乱軍となって行く一行。怯える農民からの貢ぎ物は受け取らず、略奪を働いた者は親しい従者でも絞首刑に処して進軍するコールハース。だが、彼が愛読している聖書を訳した神学者が野営地に現れ、「これが正義か。耐えることを学べ」とコールハースを諌めた。
神学者は王妃の書状を携えていた。コールハースの主張を認め、裁判の結果次第で恩赦を与えるという書状に従い、反乱軍を武装解除するコールハース。
娘と共に以前の生活に戻るコールハース。お忍びで訪れた王妃はジュディットの墓を詣で、武器もない父娘のために処分の決まる日まで護衛を付けると約束した。しかし、王妃の従者から恩赦が破棄されるかもしれないと耳打ちされるコールハース。コールハースのかつての従者が掠奪を行ったのだ。
娘を連れて逃亡したものの逮捕されるコールハース。処刑は免れなかったが、王妃の介入によって残酷な拷問や火炙りは免除された。コールハースの望み通り男爵は懲役2年となり、2頭の黒毛馬も美しい状態で返却され、殺された従者やコールハース自身への賠償金も支払われた。そしてコールハースは断頭台に登った。

## キャスト
- ミヒャエル・コールハース: マッツ・ミケルセン - 馬商人。
- ジュディット: デルフィーヌ・シュイヨー（フランス語版） - コールハースの妻。
- 牧師: ダフィット・クロス - コールハースと旅をする牧師。
- 統治者（総督）: ブルーノ・ガンツ - コールハースの商売相手で友人。
- セザール: ダーヴィット・ベネント - コールハースの牧童。
- リスベット: メリュジーヌ・マヤンス（フランス語版） - コールハースの娘。
- ジェレミー: ポール・バルテル（フランス語版） - コールハースの牧童。
- カタルーニャ人の隻腕の農民: セルジ・ロペス - コールハースの仲間になろうと豚を献上。
- 神学者: ドニ・ラヴァン - 反乱をやめるようにコールハースを諭す。
- 男爵: スワン・アルロー - コールハースから2頭の黒毛の馬を奪った若い男爵。

## 作品の評価
Rotten Tomatoesによれば、32件の評論のうち、47%にあたる15件が高く評価しており、平均して10点満点中5.17点を得ている。
アロシネによれば、フランスの19のメディアによる評価の平均点は5点満点中3.2点である。